# Crocidura musseri
Crocidura musseri és una espècie de mamífer de la família de les musaranyes (Soricidae). Només se la coneix de la seva localitat tipus, Gunung Rorekatimbo, al centre de Sulawesi (Indonèsia), tot i que és possible que també visqui a altres zones de l'illa.
Fou anomenada en honor del mastòleg estatunidenc Guy Graham Musser.